# Чикано
Чикано(1) (шп. Chicano) је термин који се пре свега употребљава у САД за именовање Мексикоамериканаца, особа повезаних и са САД и с Мексиком које осећају обе државе својим домовинама. У зависности од контекста и извора, термин се може односити на Американца мексичког порекла, на особу мексичког порекла рођену у САД или на особу која је емигрирала из Мексика у САД.
Највећа концентрација Чиканоса се налази на југозападу САД, иако постоје велике концентрације мексичких Американаца у околини Чикага и руралним деловима Флориде и Северне Каролине. На југоистоку САД, као на пример Џорџија, Тенеси и Арканзас, број Мексикоамериканци је у порасту. Исто се дешава у урбаним зонама као што је град Њујорк.

## Конотације
Ова реч може да буде увредљива, и ако се користи у смислу увреде, имплицира да је онај на кога се примењује овај израз мање Мексиканац од оног који употребљава ту реч. Но велика већина се осећа поносном на чињеницу да у себи носи мешавину две културе, и то изражава слоганима типа "100% чикано", израза који у оригиналу гласи: One hundred por ciento chicano, где се наглашава "спанглиш" (мешавина енглеског и шпанског, веома карактеристичан за Чиканосе, или "Ни одавде ни оданде" (шп. Ni de aquí ni de allá), чиме хоће да се нагласи да те особе нису ни Американци ни Мексиканци, него „чистокрвни Чиканоси").
Иста реч постоји и у енглеском језику, међутим не носи толико специфично значење, једноставно значи амерички становник мексичког порекла. У том смислу, овај термин је постао толико популаран да је укључен у расне статистике.

## Етимологија
Реч Чикано има исти корен као и речи Мексико и Мексиканац, које су настале од наватл речи Мешика (шп. Mexica). Ову реч су користили Астеци како би именовали своје територије, чији је велики део данашњи Мексико.
У 22. издању Речника Шпанске Краљевске Академије (РАЕ) из 2001. године, реч Чикано се дефинише на следећи начин:
"чикано, а: 1. придев: користи се за становника САД, припадника етничке мањине мексичког порекла. 2. Онај који припада или се односи на ову мањину."

## Чиканизми
Чиканизмо је реч ил скуп речи које звуче неправилно сваком другом хиспанофону, па чак и самим Мексиканцима. Речи које би могле да се подведу под чиканизме су већином јасни примери "спанглиша“, то јест, могу бити „пошпанчене“ енглеске речи, или једноставно речи које само користе Чиканоси.
На пример:
- - девојка.
- - Нипошто, таман посла, не долази у обзир.
- - бицикл, од енглеског bike; Шпанска реч је .
- - паркирати, од енглеског . Шпанска реч је .
- - пребрисати, од енглеског . Шпанска реч је .
- -, кочнице, од енглеског . Шпанска реч је .
- - вратити, буквалан превод са енглеског back који се користи у изразима као на пример, give back, go back или come back. Примери би били:
  - . уместо "Devuélveme mis dos dólares que me robaste. (На српском: Дај ми назад она два долара која си ми украо, уместо Врати ми моја два долара која си ми украо.)

Битно је напоменути да чиканизмо не мора обавезно да буде нека измишљена, или искривљена или трансформирана енглеска реч. Постоје многе речи као на пример, "appointment" (преглед, на шпанском "cita"), које су се временом одомаћиле у стандардном чикано речнику. У овом случају, шпанска реч се једноставно замени енглеском, па на крају, уместо "Tengo una cita con el médico" (Имам заказан преглед код лекара), каже се "Tengo un appointment con el doctor" (Имам заказан апоинтмент код лекара). До оваквих замена долази из непознавања одговарајуће шпанске речи или зато што се сматра да је енглеска реч експресивнија или лакша за изговарање.

## Покрет чикано
МЕЧА (шп. MEChA) је акроним од Movimiento Estudiantil Chicano de Aztlán (Студентски чикано покрет са Астлана), организације посвећене промовисању чикано историје, образовања и политичког активизма у САД.
МЕЧА је резултат две конференције с краја шездесетих година: Прве народне конференције младих о ослобођењу Чикана (енгл. First National Chicano Liberation Youth Conference, одржана у Денверу, Колорадо, 1969. године, на којој се изгласао Духовни план са Азтлана (шп. El Plan Espiritual de Aztlán) и симпозијума одржаног на Универзитету Калифорније у Санта Барбари следеће године, на ком је настао документ Духовни план из Санта Барбаре (шп. El Plan Espiritual de Santa Barbara. Оба документа скицирају главне циљеве чикано покрета и представљају основу организације МЕЧА.
Правилник ове организације је званично ратификован 1995. У њему се дефинишу четири основна циља:
- Јачање Чиканоса на социјалном, политичком, економском, културном и образовном плану.
- Одржавање чикано идентитета и проширење културолошких знања.
- Рад на омогућавању лакшег приступа Чиканоса вишем и високом образовању.
- Имплементација планова за помоћ заједници.

МЕЧА се састоји из 400 клубова или заједница које су чланице националне организације. Типичне активности које се предузимају су туторство, друштвени догађаји, рецитали, уметнички клубови и фолклор, промовисање учења енглеског језика за странце и програми часова сродних тема за чиканосе, организовање прослава мексичких празника (као на пример, 5. мај или Дан независности), протести 12. октобра, демонстрације, штрајкови глађу и друге полтичке активности везане за грађанска права и права имиграната, итд(2).